# Ricochet – Der Aufprall
Ricochet – Der Aufprall (Originaltitel: Ricochet) ist ein US-amerikanischer Actionfilm aus dem Jahr 1991. Regie führte Russell Mulcahy, das Drehbuch schrieb Steven E. de Souza. Die Hauptrolle spielte Denzel Washington.

## Handlung
Nick Styles ist im Jahr 1984 ein Polizist in Los Angeles, er studiert nebenbei Jura. Eines Tages verhaften Styles und sein Partner Larry Doyle den Drogendealer und Killer Earl Talbott Blake, der eine Geisel nimmt, jedoch von Styles entwaffnet werden kann. Das Geschehen wird zufällig auf Video aufgenommen und später im Fernsehen gezeigt. Styles gilt fortan als ein Held, er und Doyle werden befördert. Später beendet Styles sein Studium und wird Staatsanwalt.
Blake flieht im Jahr 1991 aus dem Gefängnis. Er tötet seinen Komplizen und verbrennt dessen Leiche, um den eigenen Tod vorzutäuschen. Blake tötet den Stadtrat Farris, einen Freund Styles’, und lässt diesen Mord wie einen Selbstmord aussehen. Zudem hinterlässt er einen gefälschten Abschiedsbrief, in dem er sich des Kindesmissbrauchs und des Diebstahls bzw. der Veruntreuung öffentlicher Gelder beschuldigt, was auch Styles belastet. Styles wird von Blake entführt, ihm wird Heroin und Kokain verabreicht. Eine von Blake angeheuerte Prostituierte vergewaltigt den Polizisten, was Blake filmt.
Die Behörden und seine Ehefrau betrachten die Erklärungen von Styles mit Skepsis, einzig Doyle steht bedingungslos zu seinem Partner. Nachdem Blake Styles’ Kinder bedroht und diesen dadurch zu einer Panikreaktion veranlasst, wird Styles vom Dienst suspendiert. Blake erschießt Doyle und wirft Styles die Mordwaffe zu, die dieser im Reflex auffängt. Doyle stirbt in den Armen von Styles, der nun des Mordes an Doyle beschuldigt wird. Er bittet einen alten Basketballfreund, den Drogendealer Odessa, um Hilfe. Nicks Familie wird im Haus von Odessa versteckt. Währenddessen lässt Odessa Blake wissen, dass Styles ein Treffen in der Nähe der Watts Towers vorschlägt. Dort kommt es zum Kampf, während dessen Blakes Gesicht von Fernsehkameras eingefangen wird und damit der Nachweis erbracht ist, dass Blake nicht tot ist. Odessa und seine Leute bereiten sich darauf vor, die Türme unter Starkstrom zu setzen. Blake stürzt während des Kampfes von einem der Türme und wird auf einer Stahlspitze aufgespießt.
Am Ende ist Styles mit seiner Familie vereint, die unter den Türmen wartet. Styles verabredet mit Odessa, dass sie sich wie in ihrer Jugend wieder zum Basketballspiel treffen wollen. Der Presse, die während seiner Krise tendenziös über ihn berichtet hatte, sagt er, sie solle ihn am Arsch lecken.

## Kritiken
Rita Kempley bezeichnete den Film in der Washington Post vom 5. Oktober 1991 als einen „blutigen Verwandten“ der von Joel Silver produzierten Filme Nur 48 Stunden und Zwei stahlharte Profis. Nichts sei außergewöhnlich – bis auf die Tatsache, dass nicht der Afroamerikaner Nick Styles sterbe, um von seinem weißen Partner gerächt zu werden, sondern umgekehrt.
Das Lexikon des internationalen Films schrieb, der Film sei ein „gelegentlich übertrieben harter, in den Actionszenen aber spannend inszenierter Thriller, dessen guter Hauptdarsteller die Ungereimtheiten des Drehbuchs teilweise vergessen läßt.“

## Hintergrund
- Ricochet, französisch für Auf-/ Abprall, ist ein Begriff aus der Ballistik. Damit wird, auch im Englischen, ein (manchmal auch beabsichtigter) Abprallschuss bzw. Querschläger bezeichnet.

- Der Film wurde in Los Angeles gedreht.[4] Er spielte in den US-amerikanischen Kinos ca. 21,76 Millionen US-Dollar ein.[5]
- Mary Ellen Trainor spielte die Nachrichtensprecherin Gail Wallens. Die gleiche Figur hatte sie bereits in Stirb langsam gespielt.